# Recès de la Diète d'Empire de 1654

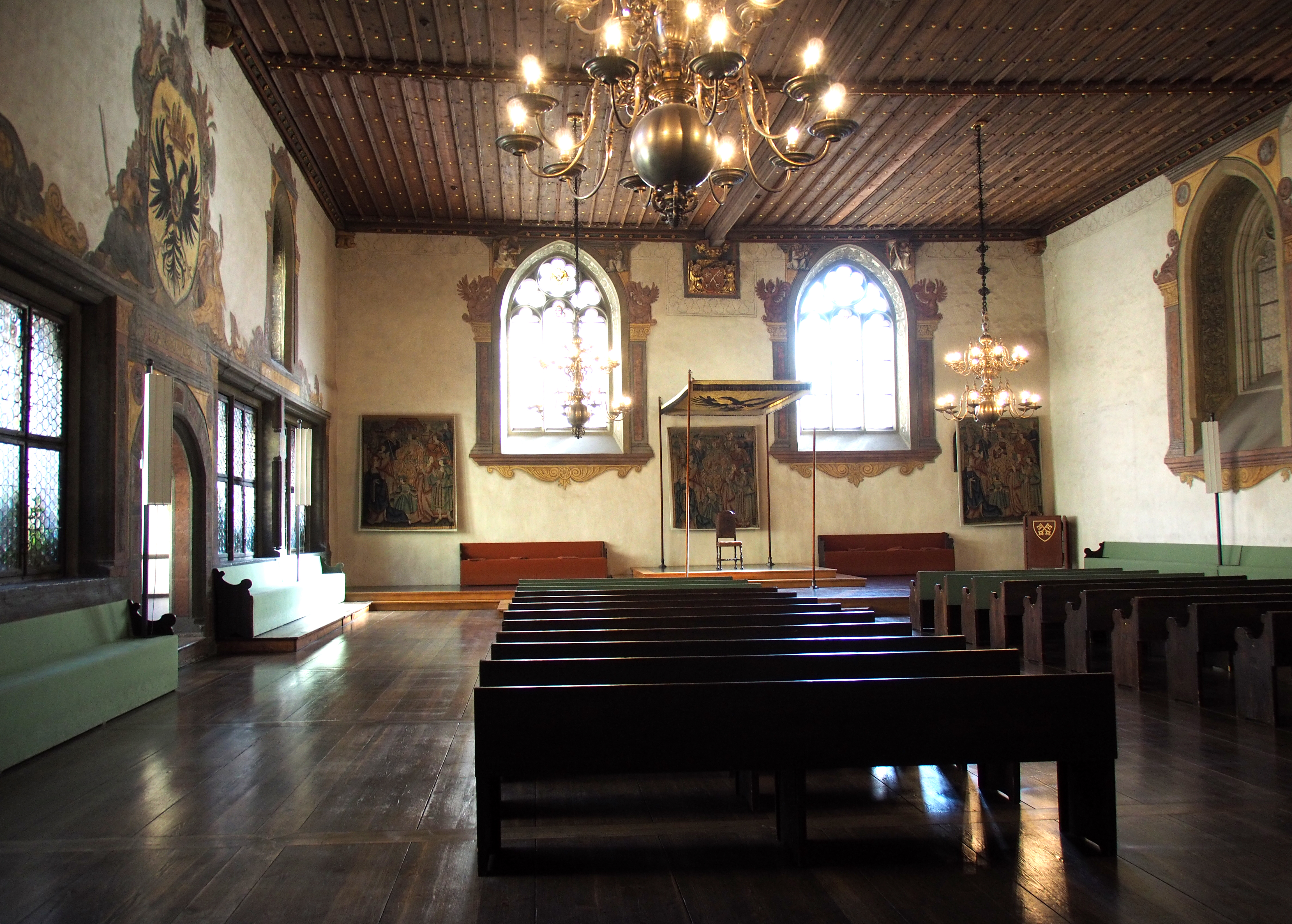
La salle de réunion à Ratisbonne.

Le recès de la Diète d'Empire de 1654, dit aussi dernier recès impérial (en allemand : Jüngster Reichsabschied ; en latin : recessus Imperii novissimus), est une résolution (recès) de la dernière séance de la Diète d'Empire tenue en 1653-1654 à Ratisbonne (électorat de Bavière). Il s'agit du dernier recès d'une diète du Saint-Empire romain. La diète suivante, qui reçoit le nom de Diète perpétuelle d'Empire, n'est plus dissoute de façon formelle à partir 1663 et ses décisions ne peuvent donc aboutir à des décrets impériaux.

## Déroulement et contenu
Lors de la négociation des traités de Westphalie terminant la guerre de Trente Ans en 1648, certaines questions n'ont pu être réglées. L'accord de paix prévoyait la convocation de la Diète d'Empire au 18 octobre 1649 ; néanmoins, les délibérations n'ont débuté qu'en octobre 1652. L'empereur Ferdinand III de Habsbourg lui-même s'est rendu à Ratisbonne, il est arrivé le 12 décembre 1652 et a présidé l'assemblée jusqu'au bout le 17 mai 1654. La majorité des États impériaux était, en revanche, représentée par leurs délégués.
Ainsi que la paix de 1648 l'a déjà démontré, les négociations avec les États se révèlent être difficiles. Une fois un accord sur la composition de la députation d'Empire (Reichsdeputation), un comité permanent pour traiter des affaires gouvernementales, a été signé, l'empereur a décidé d'abandonner l'étude d'une nouvelle réglementation fiscale envisagée et déclara la clôture de l'assemblée. La Diète a conclu qu'il fallait poursuivre le débat dans un délai de deux ans ; ce qui n'a été fait qu'à la Diète « perpétuelle » à partir de 1663.
Le dernier recès impérial contenait textuellement toutes les décisions de la paix de Westphalie et en outre la substance des deux directives d'exécution adoptées par l'empereur et les États à l'issue de négociations avec les délégués de la Suède et de la France. Par la décision de la Diète, ces spécifications désignées en tant que « ligne de conduite perpétuelle » ont force de loi et feront désormais partie de la Constitution de l'Empire. Le recès contenait également des modifications importantes de la loi sur la procédure de la Chambre impériale et des juridictions ordinaires, notamment en ce qui concerne les effets de la guerre et la cessation des paiements.